# 中国工农红军少共国际师
中国工农红军少共国际师，通称少共国际师，是中国工农红军红一方面军下辖的一支特殊部队，1933年8月5日成立于江西宁都，全军均由少年组成，平均年龄18岁。1934年春，少共国际师改编为红十五师。遵义会议后，红十五师取消番号，并入红一军团。

## 历史

### 成立
“少共国际”（又译“青年共产国际”）是国际共产主义运动历史上的一个重要国际联合组织，于1919年11月在柏林秘密成立，由第三国际领导。该组织成立之初有14个国家参加，后来在56个国家建立了支部。

### 整编
1933年初，蒋介石调集重兵准备对中央苏区发动第五次“围剿”。在“紧急动员起来，保卫革命根据地”“扩大红军，捍卫胜利果实”口号下，少年先锋队中央总队部于1933年2月初作出决定：“为完成少先队是红军后备军的伟大任务，决定在二月底前，征调300名模范队员，加入工农红军模范团。”5月中旬，红军总司令部总司令朱德、红军总政治委员周恩来及红军总政治部主任王稼祥出席在江西宜黄县西南的红军总部驻地举行的全军青年工作会议。会后，根据周恩来的建议，红军总政治部向中共苏区中央局提出了建立“少共国际师”的建议。5月20日，中国共产主义青年团中央局(简称“少共中央局”)正式作出《关于创立少共国际师的决定》，号召：“须要更快的完成扩大一百万铁的红军的任务……”决定“由江西征调四千，福建征调两千，闽赣征调二千，到今年‘八一’节为止，完成‘少共国际师’”。5月23日，少共中央局发出指示信，要求少共江西、福建、闽赣省委抽调优秀共青团员、少先队队员组成3个军区少年先锋团。5月24日，少共中央局致函朱德、周恩来、王稼祥，“提议将‘少共国际师’编作第一军团1师，要求准备指导员干部来帮助训练，……为着完成创造铁的红军一百万而斗争”。6月初，红一方面军整编时，红五军团第15师保留给少共。6月6日，中共苏区中央局作出《关于扩大红军的决议》，强调必须执行中共苏区中央局2月8日紧急决议中提出的“创造一百万铁的红军，来同帝国主义国民党军队作战”和“动员所有模范营模范赤少队整营整团加入红军”，提出要通过“彻底解决土地问题”“彻底实行优待红军条例”“加紧政治动员”“采用突击方式以扩大红军”“有计划的领导和动员赤少模范队整个组织加入红军”等措施，完成“创造一百万铁的红军”的任务。6月下旬，少年先锋队中央总部在瑞金召开有江西、福建、湘赣、粤赣等省和边区少先队队长出席的联席会议，朱德总司令亲临讲话号召团和少先队的干部、团员和少先队员踊跃参军，用武装上前线的实际行动，保卫土地革命的胜利成果。6月30日，中革军委决定，自1933年起，每年“八一”为中国工农红军成立纪念日。
中国工农红军少共国际师（红五军团第十五师）于1933年8月5日成立于江西博生县(今宁都)西北郊跑马坊，师长陈光（后为吴高群、曹里怀、彭绍辉），政治委员冯文彬（后肖华、罗华明），政治部主任罗华明，中革军委代表王盛荣宣布编制，编有3个团（第43、第44、第45团），1万余人，仅装备土枪和梭镖。全师党团员占70%。1933年9月3日举行出征誓师大会，高唱《少共国际师出征歌》：“我们就是少共国际师，九三日在江西誓师出征去……”开赴广昌前线继续开展政治军事训练。11月，陈光与吴高群对调工作，陈光任红2师师长，吴高群任“少共国际师”师长。11月6日萧华任第15师政治委员，首任政委冯文彬改任师政治部主任，首任政治部主任罗华明任第15师第45团政治委员。“少共国际师”官兵开赴黎川前线，配合红三军团、红五军团在东方战线投入战斗，在闽北拿口打了第一仗，歼敌500余名。12月12日，在黎川东南的团村战斗中，敌军第三路军以3个师的兵力发动了进攻，“少共国际师”和红3师一部从左翼钳击敌人，萧华和师长吴高群冒着炮火深入前沿指挥。傍晚，战斗将要结束时，吴高群正在指挥所旁的一棵大树下观察敌情，忽然一颗炸弹在附近爆炸，于24日20时牺牲，年仅23岁。红七军团参谋长曹里怀被任命为“少共国际师”师长。1934年1月25日，红三军团坑道爆破攻克沙县县城，全歼守军2个团2000余人，缴获炮8门、各种枪支2000多支、子弹10.8万发、炮弹2万多发、无线电台1部和兵工厂1座，以及大量的食盐、粮食、布匹等物资。“少共国际师”立即派出一个团到前线搬运武器，全师被武装起来。
1934年4月8日，广昌战役开战前夕，红九军团第34师师长、在第四次反“围剿”中身先士卒，负重伤失去左臂的“独臂将军”彭绍辉成为“少共国际师”第4任师长，曹里怀任红五军团参谋长。1934年5月，红十五师调入红一军团建制。1934年10月10日，中央红军开始长征。期间，“少共国际师”担负掩护红一军团主力转移，在石城保卫战中损失很大，原八九千人的“少共国际师”只剩下5000余人。为此，根据地各县党和共青团又陆续为该师输送了2000多名新战士，实力大约为七千人。在湘江战斗中，1934年12月1日该师作为红一军团后卫延寿圩阻击敌军4个团。该师以一个团直扑全州东南的鲁塘圩，配合红五军团佯攻以牵制全州敌人，另以两个团和尾追的敌人死打硬拼，保卫湘江界首渡口。全师赶快收缩兵力，跑步在全州县绍水镇东南的大坪村浮桥过湘江后，被从全州出发沿湘江西岸南下的湘军截断，仅师部与第44团突破了湘桂公路封锁线与红一军团主力会合，第43团、第45团被迫退回湘江东南南下试图在凤凰渡过湘江。但12月1日下午，桂军44师追击至凤凰嘴，湘江东岸的红八军团大部、红九军团一部、红15师的第43、第45团未能过江，全部损失。湘江一战，红15师损失惨重，仅剩2700余人。

### 撤销
遵义会议后，1935年2月9日，中央红军一渡赤水到云南扎西。为了提高部队机动作战能力，中革军委决定在组织上对中央红军进行整编，精简机关，充实战斗部队。2月10日，中革军委主席朱德、副主席周恩来、王稼祥签署《关于各军团缩编的命令》，全军进行整编。红十五师撤编，人员并入红一军团充实红一师、红二师。1月18日，师长彭绍辉调至红一军团司令部任教育科科长，政委萧华调至红一军团任政治部组织部部长，政治部主任冯文彬调至红一军团任政治部组织部副部长兼巡视团主任。“少共国际师”的撤编等善后工作则由末任政委罗华明负责，之后，他调至红五军团任破坏部部长，1943年任晋察冀军区第四军分区教导团团长时在行唐县对日作战中牺牲。

## 相关人物
- 师长：陈光→吴高群→曹里怀→彭绍辉
- 政治委员：冯文彬→肖华→罗华明
- 2名开国上将萧华、彭绍辉
- 2名开国中将曹里怀、陈正湘
- 13名开国少将江拥辉等。